# Bernardo Maria Carenzoni
Bernardo Maria Carenzoni (Brescia, 2 marzo 1748 – Parigi, 20 agosto 1811) è stato un vescovo cattolico italiano.

## Biografia
Nacque a Brescia il 2 marzo 1748 da nobile famiglia bresciana.
Il 14 marzo 1772 fu ordinato sacerdote a Verona per l'imposizione delle mani del vescovo Nicolò Antonio Giustiniani.
Il 24 luglio 1786 fu eletto vescovo di Feltre. Ricevette la consacrazione episcopale il 30 luglio a Roma, nella chiesa di Sant'Anna dei Falegnami, per l'imposizione delle mani del cardinale Carlo Rezzonico.
Nel 1804 riconsacrò la chiesa arcipretale di Santa Maria Assunta di Servo.
Il 10 settembre 1810 istituì come suo erede la Congregazione di Carità della Comune di Feltre, affinché alla sua morte provvedesse ad istituire un orfanotrofio femminile.
Morì improvvisamente a Parigi il 20 agosto 1811.

## Orfanotrofio Carenzoni
Il 28 dicembre 1818, in ottemperanza alle sue disposizioni testamentarie, la Congregazione di Carità della Comune di Feltre inaugurò solennemente, nel complesso dell'ex convento delle Orsoline, l'Orfanotrofio femminile Carenzoni.

## Genealogia episcopale
La genealogia episcopale è:
- Cardinale Scipione Rebiba
- Cardinale Giulio Antonio Santori
- Cardinale Girolamo Bernerio, O.P.
- Arcivescovo Galeazzo Sanvitale
- Cardinale Ludovico Ludovisi
- Cardinale Luigi Caetani
- Cardinale Ulderico Carpegna
- Cardinale Paluzzo Paluzzi Altieri degli Albertoni
- Papa Benedetto XIII
- Papa Benedetto XIV
- Papa Clemente XIII
- Cardinale Giovanni Francesco Albani
- Cardinale Carlo Rezzonico
- Vescovo Bernardo Maria Carenzoni, O.S.B.Oliv.